# Italien i olympiska vinterspelen 1964
Italien deltog i olympiska vinterspelen 1964. Italiens trupp bestod av 61 idrottare, 53 var män och 8 var kvinnor.

## Medaljer

### Silver
- Bob
  - Två-manna: Sergio Zardini och Romano Bonagura

### Brons
- Bob
  - Två-manna: Eugenio Monti och Sergio Siorpaes
  - Fyra-manna: Eugenio Monti, Sergio Siorpaes, Benito Rigoni och Gildo Siorpaes
- Rodel
  - Två-manna: Walter Außendorfer och Sigisfredo Mair

## Trupp
- Alpin skidåkning
  - Bruno Alberti
  - Lidia Barbieri Sacconaghi
  - Felice De Nicolo
  - Giustina Demetz
  - Martino Fill
  - Ivo Mahlknecht
  - Patrizia Medail
  - Paride Milianti
  - Italo Pedroncelli
  - Pia Riva
  - Inge Senoner
- Backhoppning
  - Giacomo Aimoni
  - Bruno De Zordo
  - Nilo Zandanel
- Bob
  - Eugenio Monti
  - Sergio Siorpaes
  - Romano Bonagura
  - Sergio Zardini
  - Benito Rigoni
  - Gildo Siorpaes
  - Ferruccio Dalla Torre
  - Sergio Mocellini
- Hastighetsåkning på skridskor
  - Renato De Riva
  - Elio Locatelli
- Ishockey
  - Giancarlo Agazzi
  - Isidoro Alverà
  - Enrico Bacher
  - Enrico Benedetti
  - Vittorio Bolla
  - Giampiero Branduardi
  - Alberto Darin
  - Gianfranco Darin
  - Bruno Frison
  - Roberto Gamper
  - Bruno Ghedina
  - Ivo Ghezze
  - Francesco Macchietto
  - Giovanni Mastel
  - Giulio Oberhammer
  - Edmondo Rabanser
  - Giulio Verocai
- Konståkning
  - Giordano Abbondati
  - Sandra Brugnera
- Längdskidåkning
  - Marcello De Dorigo
  - Giulio De Florian
  - Angelo Genuin
  - Franco Manfroi
  - Eugenio Mayer
  - Franco Nones
  - Giuseppe Steiner
  - Gianfranco Stella
  - Livio Stuffer
- Nordisk kombination
  - Ezio Damolin
  - Enzo Perin
- Rodel
  - Walter Außendorfer
  - Sigisfredo Mair
  - Giampaolo Ambrosi
  - Erica Außendorfer-Lechner
  - Giovanni Graber
  - Carlo Prinoth
  - Erica Prugger